# Legalna blondynka
Legalna blondynka (ang. Legally Blonde) – amerykański film fabularny z 2001 roku w reżyserii Roberta Luketica. Powstał na bazie książki Amandy Brown pod tytułem Prawnik Elle Woods. Kilka lat później utworzono musical oparty głównie na wersji filmowej.

## Fabuła
Piękna Elle Woods, pewna siebie, przyjazna, ale trochę rozpuszczona blondynka z amerykańskiego college’u, o idealnej urodzie, zadowolona z siebie oraz swojego życia, doznaje wstrząsu, kiedy chłopak z nią zrywa. Zakochana w nim dziewczyna aby go odzyskać, postanawia dostać się na studia prawnicze. Film w formie komediowej przedstawia perypetie, które spotykają ją na Harvardzie. Dziewczyna zdaje wszystkie egzaminy i zostaje prawniczką oraz otrzymuje dobre stanowisko. Natomiast jej były chłopak, który wcześniej ją zostawił, też zdał, ale bez propozycji dalszej pracy. Zgodnie z hollywoodzkim paradygmatem, wszystko kończy się dobrze i szczęśliwie.

## Obsada
- Reese Witherspoon – Elle Woods
- Luke Wilson – Emmett Richmond
- Matthew Davis – Warner Huntington III
- Selma Blair – Vivian Thelma Kensington
- Victor Garber – profesor Callahan
- Jennifer Coolidge – Paulette Bonafonté
- Ali Larter – Brooke Taylor-Windham
- Jessica Cauffiel – Margot Sweeney
- Holand Taylor – profesor Margaret Stromwell
- Alanna Ubach – Serena McGuire
- Linda Cardellini – Chutney Windham
- Oz Perkins – David „Dorkey” Kidney
- Bruce Thomas – listonosz
- Meredith Scott Lynn – Enid Wexler
- Raquel Welch – pani Windham-Vandermark
- Samantha Lemole – Claire
- Kelly Nyks – Aaron Mitchell

## Nagrody i nominacje
Złote Globy 2001
- Najlepsza komedia/musical (nominacja)
- Najlepsza aktorka w komedii/musicalu – Reese Witherspoon (nominacja)

Nagroda Satelita 2001
- Najlepsza muzyka – Rolfe Kent (nominacja)
- Najlepsza aktorka w komedii/musicalu – Reese Witherspoon (nominacja)

## Box office
| Świat | US$ 141 774 679 |